# Adam F. Goldberg
Adam Frederich Goldberg (Filadelfia, Pensilvania; 2 de abril de 1976) es un productor y guionista de cine y televisión. Es conocido por ser el creador y productor ejecutivo de las series de televisión Breaking In  y Los Goldberg.

## Primeros años y trabajo
Goldberg nació en Filadelfia, Pensilvania, y vivió cerca de Jenkintown. Sus padres son Beverly y el fallecido Murray Goldberg, y es el más joven de tres hermanos. Produjo su primera obra, Dr. Pickup, en 1992 a los 15 de edad, y ganó el Festival de Jóvenes Dramaturgos de Filadelfia. Se graduó en la William Penn Charter School en 1994.
Tras cumplir tan solo 19 años, ya había escrito más de 50 obras las cuales fueron interpretadas por todo el país incluyendo el Sundance Playwrights Lab, el Illusion Theater, el Greenwich Street Theater, el Saint Marks Theater, el Tada! Theater, el Walnut Street Theater y el Joseph Papp Theater.
En 1995 ganó el Premio Anne M. Kaufman Endowments ARTS en la Fundación Nacional para la Promoción en el programa de las Artes para la Dramaturgia.
En 1997 fue finalista del Premio Osborn de la Asociación Americana de Críticos Teatrales por su obra One on One.
Su comedia dramática The Purple Heart fue producida por el Institute for Arts and Education en el Annenberg Theater. También ganó el primer puesto del Premio The Very Special Arts Playwriting y fue producido en el Centro John F. Kennedy para las Artes Escénicas en Washington D. C..

## Escritura de guiones
El primer trabajo de Goldberg escribiendo comedia fue en la serie de televisión Still Standing en 2003 donde trabajó durante cuatro años y terminó como coproductor. Tras su primer año en Still Standing se unió con Picture Machine, Triggerstreet y su amigo universitario Kyle Newman para desarrollar el guion de Fanboys. Un año después sería vendido a The Weinstein Company. El guion terminó en séptimo lugar en la Black List de 2005 para guiones no producidos más populares del año.
Tras el éxito de Fanboys, Goldberg fue contratado para escribir guiones para Los Supersónicos, un remake de 2007 de Revenge of the Nerds (1984) protagonizado por Adam Brody (tres semanas de grabación después, el proyecto fue cancelado), Pequeños Invasores, y Mago de Oz de los Muppets. También pasó un año escribiendo para DreamWorks Animation, Cómo entrenar a tu dragón, antes de pasar a escribir Monsters Vs. Aliens: Mutant Pumpkins From Outer Space  así como el especial de Navidad de 2011 de Cómo Entrenar Tu Dragón Gift of the Night Fury. Actualmente está adaptando la novela gráfica Seal Team 7 para el director Shawn Leva y trayendo el libro Simon Florece: Gravity Keeper a la pantalla para Walden Media. Goldberg también produjo varias películas, incluyendo The Comebacks (Fox), Daddy Day Camp (Columbia), Bobism (MGM), Jeff the Immortal (Universal) y un remake de Night of the Living Dorks (Warner Brothers).

## Televisión
En el lado televisivo, Goldberg se unió con la compañía productora de Adam Sandler, Happy Madison para escribir cuatro pilotos para varias cadenas. En 2010, Happy Madison le introdujo al director de King of Kong Seth Gordon y juntos crearon la serie de televisión de comedia de FOX, Breaking In. El espectáculo fue calificado como "The Office conoce al Equipo A" y después de un año de desarrollo fue escogido como serie. Con anterioridad a Breaking In, Goldberg también escribió en las series Aliens in America, Secret Girlfriend, Voltron Force, WordGirl y Glory Days, de Kevin Williamson. 
En 2011 Goldberg firmó un contrato de tres años con Sony Pictures Television. Durante este tiempo, Goldberg fue productor en la serie de NBC, Community mientras desarrollaba proyectos nuevos. En 2012, Goldberg consiguió un compromiso por un piloto para grabar un show autobiográfico sobre su familia titulado How The F--- Am I Normal? y también se reunió con Fox en un piloto protagonizado por Amanda Michalka y Alyson Michalka. El show autobiográfico fue elegido por ABC-TV con un cambio de título a Los Goldberg. 